# Acontia nephata
Acontia nephata là một loài bướm đêm trong họ Noctuidae.